# Hans Karl Gottschalk
Hans Karl Gottschalk (* 22. November 1891 in Köln; † 27. Mai 1941 im Nordatlantik) war ein deutscher Kameramann.

## Leben
Gottschalk besuchte das Realgymnasium und die Höhere Maschinenbauschule. Ab 1915 war er Standfotograf beim Film, bald danach untergeordneter Kameramann. Nach Ende des Ersten Weltkrieges beteiligte er sich als Chefkameramann an einer großen Zahl von Stummfilmen, darunter 1929 Karl Valentins Der Sonderling.
Im Tonfilm erhielt Gottschalk nur noch verhältnismäßig wenig Aufträge. Er war 1933 einer von drei Kameraleuten, die das Winterabenteuer Der weiße Rausch im Bild festhielten. Zuletzt gehörte er zu den Kameramännern, über die Leni Riefenstahl bei ihrer Reichsparteitags-Dokumentation Triumph des Willens und ihrem zweiteiligen Olympia-Film gebot.
Mit Ausbruch des Zweiten Weltkriegs meldete sich Gottschalk zum Kriegsdienst bei der Marine. Er wurde Marineartilleriemaat der Reserve auf dem Schlachtschiff Bismarck, mit dem er unterging.

## Filmografie
| - 1918: Mouchy - 1918: Das Gift der Medici - 1918: Die Vision - 1918: Edelwild - 1918: Liebesopfer - 1918: Der Wahn ist kurz - 1918: Verlorene Töchter - 1919: Der Erbe vom Lilienhof - 1919: Der Tintenfischklub - 1919: Die feindlichen Reporter - 1920: Drei Nächte - 1919: Das Tor der Freiheit - 1919: Gepeitscht - 1919: Homo Sum - 1919: Verschleppt - 1920: Das Floß der Toten - 1920: Fata Morgana - 1920: Schiffe und Menschen - 1920: Der unheimliche Chinese - 1921: Seines Bruders Leibeigener - 1921: Die Nacht der tausend Seelen - 1921: Der Schatten der Gaby Leed - 1922: Nathan der Weise - 1923: Kavaliere - 1923: Die graue Macht - 1924: Sklaven der Liebe - 1924: Die Frau im Feuer - 1925: Frauen, die nicht lieben dürfen - 1925: Das Abenteuer einer Brautnacht - 1925: Die Liebe der Bajadere - 1926: Die Fürstin der Riviera - 1926: Das deutsche Mutterherz - 1926: Fräulein Mama | - 1927: Die Königin des Varietés - 1927: Das Spielzeug schöner Frauen - 1927: Die Gefangene von Shanghai - 1927: Schwere Jungen – leichte Mädchen - 1927: Hotelratten - 1927: Der Mann ohne Kopf - 1928: Flitterwochen - 1928: Ossi hat die Hosen an - 1928: Indizienbeweis - 1928: Der Piccolo vom Goldenen Löwen - 1928: Polnische Wirtschaft - 1928: Was ist los mit Nanette? - 1929: Tagebuch einer Kokotte - 1929: Der Sonderling - 1930: Lumpenball - 1931: Grock - 1931: Der weiße Rausch - 1931: Der Schrecken der Garnison - 1931: Dienst ist Dienst - 1931: Vater geht auf Reisen - 1931: Keine Feier ohne Meyer - 1932: Aus einer kleinen Residenz - 1932: Scherben bringen Glück (Kurzfilm) - 1932: Kirche und Heimat (Dokumentarfilm) - 1934: Wilhelm Tell - 1935: Besuch bei Onkel Emil (Kurzfilm) - 1935: Der Traum vom großen Los - 1935: Triumph des Willens - 1935: Der Dschungel ruft - 1936: Klar Schiff zum Gefecht. Ein Film von der deutschen Flotte (Dokumentarfilm) - 1936/38: Olympia (2 Teile) - 1939: Chemotherapie bakterieller Infektionen (Kurz-Dokumentarfilm) |